# Allomycterus pilatus
Allomycterus pilatus es un pez erizo, una especie de peces de la familia Diodontidae en el orden Tetraodontiformes. Pueden llegar alcanzar los 50 cm de longitud total. Es un pez de mar de clima templado y demersal que vive entre los 40 y 270 m de profundidad. Se encuentra al sur de Australia, desde Australia Meridional hasta Nueva Gales del Sur y Tasmania. Como otros peces de su familia es capaz de hinchar su cuerpo por la succión de aire o agua.